# アレクサンダー (モデル)
アレクサンダー（ALEXANDER、1982年12月3日 - ）は、日本で活動しているペルー・トルヒーリョ出身の俳優、男性ファッションモデル。旧名義はエンリケ、坂本 エンリケ（さかもと エンリケ）。愛称はアレク。元ワタナベエンターテインメント所属で、2021年1月1日から独立して夫婦で個人事務所・アンティミンスを設立した。既婚。妻は元AKB48でタレント・実業家の川崎希。

## 略歴
10歳の時に来日し、中学生のころからモデル活動をスタート。1990年代後半から雑誌分野ではメンズノンノ、Smart、FINEBOYSなどに登場。
1998年8月30日、ナムコとアミューズ、ホリプロ、ニッポン放送が主催するスタアオーディションの第2回超ビッグオーディションにてナムコ賞を獲得。
2000年前後にはファッションショー分野でも活躍し、東京コレクションなどで多数の日本・海外ブランドのショーに出演。
2001年、俳優として映画『so faraway』に主演したほか、LUNA SEAやクレイジーケンバンドのPVにもモデルとして出演。
2008年ごろまでは多数のトップモデルが集結する丸井の通販カタログ誌「マルイ・メンズVoi」にてパトリシオやナオミなどと共に看板モデルを務めるなど、国内トップクラスのメンズモデルとして長く活躍した。
2009年あたりからはモデルとしての活動はあまり目立たなくなっていき、2009年には俳優として特撮テレビドラマ『仮面ライダーディケイド』で仮面ライダーアマゾン / アマゾンを演じるなど、音楽分野や俳優分野で活動する。
2010年以降はブログでもほとんどが音楽活動の報告中心のブログとなっていき、『レイデロック(REYDEROCK)』というバンドや『THE BIG JAWS』というパンクロックバンドでボーカルを務めるなど、ミュージシャンとしての活動が目立つようになる。
2013年2月に、元AKB48の一期生で、アパレルブランド「ANTIMINSS」のプロデューサーである川崎希と結婚していたことをテレビ番組（有吉反省会）にて発表したと同時に名前も「坂本エンリケ」から「ALEXANDER」（アレクサンダー）に改名した（現在は主に片仮名表記を用いる）。これをきっかけに全国的にブレイクし、以降はほぼ毎週、同番組に出演するようになり、人気が定着した。妻である川崎のブログによると、その『有吉反省会』収録後に、川崎の所属事務所であるスカイコーポレーションのスタッフにスカウトされてアレクも川崎と同じスカイコーポレーション所属タレントとなった。
2014年1月からは川崎と共に大手芸能事務所のワタナベエンターテインメントに移籍。一方でモデル系事務所のブルーベアハウスにも所属。
2017年8月には川崎との間に一児（男児）をもうける。
2020年10月23日、川崎が第二子女児を出産。
2020年末をもって川崎とともにワタナベエンターテインメントを退所し、2021年1月1日よりともに個人事務所・アンティミンスを設立。なお、ブルーベアハウスには引き続き籍を置いている。

## 人物
- 趣味は音楽鑑賞。特技はスペイン語、サッカー、ギター。
- 川崎がプロデュースするアパレルブランド「Antiminss」のイメージモデルとして支援し、店頭に立つこともある。
- 父親が日系人で母親がペルー人。父親はかつて外国でプロのサッカー選手をやっていた[7][8]。またタマラという名前の妹が1人居る[9]。
- テレビでは「ヒモ」や「働かないキャラ」として定着しているが、料理がうまく、料理が下手な妻の代わりにいつも料理を作っている。
- デビュー当時の「エンリケ」のスペルは"Enrique"だったが、のちにスペルが"ENRIKE"になった。
- ネコ好きで知られ、昔からブログには頻繁にネコが登場する。また妻の川崎希もネコ好きであり、二人の結婚記念日（2013年2月22日）もわざわざ語呂合わせでネコにちなんだ日（にゃんにゃんの日）にしたほどである[10]。
- テレビ番組などの本人の発言によると、結婚後は社長（希夫人）の秘書兼運転手としての仕事がメインになっている。
- 妻とは国際結婚であるため、夫婦別姓が原則であり、結婚後も川崎とは別姓である[11]。
- 2018年11月6日放送のテレビ朝日『ソノサキ』内にて、川崎希と入籍した翌日にアレクサンダーが浮気したことが明かされ、反省文を書かされる。川崎希が浮気した場合を問われると、アレクサンダーは「離婚でしょ」と発言した。
- よくルックスが似ていると言われる俳優の水嶋ヒロとは、かつて同じ時期に同じモデル事務所（GIG MANAGEMENT JAPAN）に所属しており、友人であることがテレビ番組などの本人の発言によって明らかになっている。
- タレントのハリー杉山や俳優の東出昌大とモデル時代からの友人である。

## 出演

### テレビ
- HEY!HEY!HEY! MUSIC CHAMP（フジテレビ） - タイトルバックで出演[要出典]
- GOOD LOOKIN′CLUB（日本テレビ）
- 仮面ライダーディケイド 第28・29話（2009年8月、テレビ朝日） - アマゾン 役
- 松岡修造の情熱チャージ 熱血!ホンキ応援団（2009年11月7日 - 2010年2月27日、テレビ朝日）- 応援人レギュラー
- 有吉反省会（2013年9月8日 - 2021年9月25日、日本テレビ） - レギュラー反省人
- さんまのSUPERからくりTV（TBS）
- なら婚（2014年3月27日 - 7月31日・9月4日  - 2016年3月、日本テレビ）
- 5時に夢中!（2014年4月2日 - 2016年3月30日、TOKYO MX） - 水曜日黒船特派員
- THE突破ファイル（日本テレビ） - アメリカンポリス、強盗犯役

### CM
- 花王 「8×4」
- 資生堂 「ANESSA」
- キャドバリー 「リカルデント」
- ライオン 「プライムW&W」
- Levis
- コカ・コーラ
- ユニクロ

### 映画
- so faraway（2001年） - かなた役

### PV
- LUNA SEA 「TONIGHT」
- KOKIA 「melody」
- クレイジーケンバンド 「タオル」
- DEEN「もう泣かないで」

### ファッションショー
- Hermès
- ARMANI
- MILK
- LAD MUSICIAN（東京コレクション）
- NO CONCERT BUT GOOD SENSE（東京コレクション）
- 島崎隆一郎（東京コレクション）
- ディフェクティブプロダクツ（東京コレクション）
- ビューティービースト（東京コレクション）
- NUMBER (N)INE（東京コレクション）
- ヒロミチナカノ（東京コレクション）
- abx
- MAJI MAJI
- マーク・ジェイコブス
- プラダ

### 広告
- ユニクロ
- 丸井
- docomo
- ロレアル アジアオール媒体
- lotto
- transcosmos

### 雑誌
- MEN'S NON-NO（集英社）
- FINEBOYS（日之出出版）
- BRUTUS（マガジンハウス）
- POPEYE（マガジンハウス）
- smart（宝島社）
- Street Jack（ベストセラーズ）
- GET ON!（学習研究社）
- Hot-dog PRESS（講談社）

## 書籍
- ボクたちの夏休み Boys in Summer（朝日出版社、1999年9月、ISBN 4-255-99043-3） 
同じくモデルのASOBU、Eikichi、Danを含めた4人の写真集。